# 2369 Chekhov
A 2369 Chekhov (ideiglenes jelöléssel 1976 GC8) a Naprendszer kisbolygóövében található aszteroida. Nyikolaj Sztyepanovics Csernih fedezte fel 1976. április 4-én.